# Sestetto per archi n. 1 (Brahms)
Il Sestetto per archi in si bemolle maggiore, op. 18 fu composto nel 1860 da Johannes Brahms e fu pubblicato nel 1862 da Fritz Simrock.
L'organico del sestetto è di due violini, due viole, e due violoncelli. 
Il sestetto ha quattro movimenti: 
1. Allegro ma non troppo, in 3/4
2. Andante, ma moderato, in re minore, 2/4 time (tema con variazioni)
3. Scherzo: Allegro molto in 3/4, in fa maggiore, con un Animato centrale come trio
4. Rondo: Poco Allegretto e grazioso, in 2/4

I profili dei temi principali del primo movimento e del finale sono simili (le prime quattro note del tema del violoncello del primo movimento sono quasi uguali alle note da due a cinque del finale, e ci sono altre somiglianze di facile ascolto).

## Cultura di massa
Questo sestetto è stato usato come colonna sonora dal regista francese Louis Malle nel film Gli amanti. Il secondo movimento del sestetto appare nell'episodio Sarek di Star Trek: The Next Generation.